# Chartocerus walkeri
Chartocerus walkeri är en stekelart som beskrevs av Hayat 1970. Chartocerus walkeri ingår i släktet Chartocerus och familjen långklubbsteklar. Inga underarter finns listade i Catalogue of Life.